# Алькерслебен
Алькерслебен (нем. Alkersleben) — община в Германии, в земле Тюрингия.
Входит в состав района Ильм. Подчиняется управлению Рихгаймер Берг.  Население составляет 325 человек (на 31 декабря 2010 года). Занимает площадь 6,98 км².